# Alloeostyliphora mirabilis
Alloeostyliphora mirabilis är en plattmaskart som beskrevs av Curini-Galletti, Oggiano och Casu 200. Alloeostyliphora mirabilis ingår i släktet Alloeostyliphora, ordningen Proseriata, klassen virvelmaskar, fylumet plattmaskar och riket djur.
Artens utbredningsområde är Indiska oceanen. Inga underarter finns listade i Catalogue of Life.